# ماغي ألدرسون
ماغي ألدرسون (بالإنجليزية: Maggie Alderson)‏ (1959)؛ صحفية وروائية أسترالية. درست في جامعة سانت أندروز.